# 塞纳河畔特列勒
塞纳河畔特列勒（法語：Triel-sur-Seine，法語發音：[tʁijɛl syʁ sɛn]），是法国伊夫林省的一个市镇，位于该省东北部，塞纳河右岸，属于圣日耳曼昂莱区。

## 地理
塞纳河畔特列勒（48°58'51"N, 2°0'22"E）面积13.58 平方千米，位于法国法蘭西島大區伊夫林省，该省份为法国北部内陆省份，北起瓦兹河谷省，西接厄尔省，西南接厄尔-卢瓦省，东南接埃松省，东临上塞纳省。
与塞纳河畔特列勒接壤的市镇（或旧市镇、城区）包括：昂德雷西、卡里耶尔苏普瓦西、尚特卢莱维涅、莫尔库尔、梅当、塞纳河畔沃、塞纳河畔韦尔讷伊、维尔努耶、塞纳河畔维莱讷、布瓦斯蒙、茹伊勒穆捷。

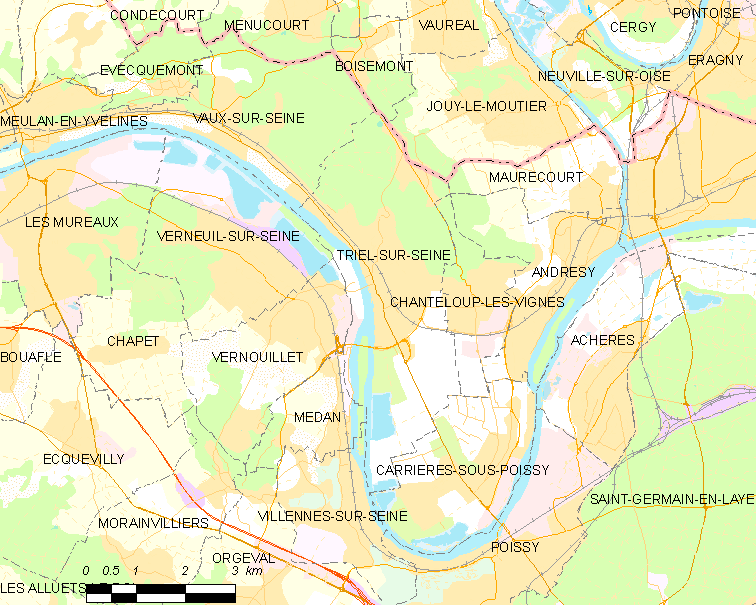
塞纳河畔特列勒的OSM定位图

塞纳河畔特列勒的时区为UTC+01:00、UTC+02:00（夏令时）。

## 行政
塞纳河畔特列勒的邮政编码为78510，INSEE市镇编码为78624。

## 政治
塞纳河畔特列勒所属的省级选区为塞纳河畔维尔讷伊县。

## 人口

1962-2008年间塞纳河畔特列勒人口变化图示

塞纳河畔特列勒于2022年1月1日时的人口数量为12386人。